# Anomalon fulvomaculum
Anomalon fulvomaculum là một loài tò vò trong họ Ichneumonidae.